# Iósif Alilúyeva
Iósif Grigórievich Alilúyev (Ио́сиф Григо́рьевич Аллилу́ев, Moscú, Unión Soviética, 22 de mayo de 1945- Moscú, Federación Rusa, 2 de noviembre de 2008) fue un cardiólogo ruso y nieto de Iósif Stalin.
Hijo de Svetlana Alilúyeva (hija de Stalin) y el jurista Grigori Morózov, Iósif, tenía siete años de edad cuando su famoso abuelo murió en 1953. En 1948 sus padres se divorciaron. A pesar de que mantenía un perfil bajo, participó en una entrevista televisiva en un canal ruso donde habló sobre la relación con su madre y cómo ella huyó a los Estados Unidos.
Fue autor de más de 150 artículos de cardiología. Alilúyev falleció el 2 de noviembre de 2008, mientras Grigori Morózov falleció el 10 de diciembre de 2001.
Lo interpretan brevemente como un niño de seis años en Stalin.